# Dichotomius nevermanni
Dichotomius nevermanni là một loài bọ cánh cứng trong họ Bọ hung (Scarabaeidae).